# Sofia Essaïdi
Sofia Essaïdi (Casablanca, 6 de agosto de 1984) es una cantante, bailarina y actriz franco-marroquí nacida en Marruecos. Nació en la ciudad de Casablanca, hija de un padre marroquí, Lhabib Essaïdi, y de una madre francesa, Martine Adeline Gardelle. Intérprete de los géneros R&B contemporáneo y pop francés, grabó su primer álbum de estudio, titulado Mon Cabaret, el 22 de agosto de 2005. Debutó como actriz en 2005 en la película de Patrick Braoudé Iznogoud interpretando el papel de Belbeth, y desde entonces ha aparecido en varios largometrajes, telefilmes, programas de concurso y series de televisión.

## Biografía

### Música
Entre el 30 de agosto y el 13 de diciembre de 2003, Sofia participó en el programa de concurso de televisión Star Academy France en su tercera temporada, llegando hasta la semifinal y perdiendo la final ante Élodie Frégé. Entre el 12 de marzo y el 7 de agosto de 2004, hizo parte de la gira de Star Academy, presentándose en Marruecos y en Papeete, Tahití, donde celebró su cumpleaños número veinte. Publicó su primer álbum, titulado Mon cabaret, el 22 de agosto de 2005. Más adelante protagonizó el musical Cléopâtre, la dernière reine d'Égypte, coreografiado por Kamel Ouali y realizando su debut en el Palacio de los Deportes de París el 29 de enero de 2009. Recientemente hizo parte del elenco de la versión francesa del programa de concurso Dancing with the Stars, llegando hasta las finales con su pareja, Maxime Dereymez.

### Actuación
Debutó como actriz en 2005 en la película Iznogoud, dirigida por Patrick Braoudé. En el filme interpretó a Belbeth. Cuatro años después protagonizó la serie de televisión Aïcha, dirigida por Yamina Benguigui. También en 2002 apareció en la cinta La clinique de l'amour! interpretando el papel de Jennifer Gomez. Mea Culpa, película francesa de 2014 dirigida por Fred Cavayé, fue su siguiente aparición en el cine. Un año después interpretó el papel de Leila en el filme de Ernesto Oña Up & Down. En 2017 tuvo dos apariciones en la televisión francesa, interpretando a Aurélie Lefaivre en el telefilme Asesinato en... y a Leila Baktiar en la serie de televisión Dans l'ombre du tueur.

## Discografía

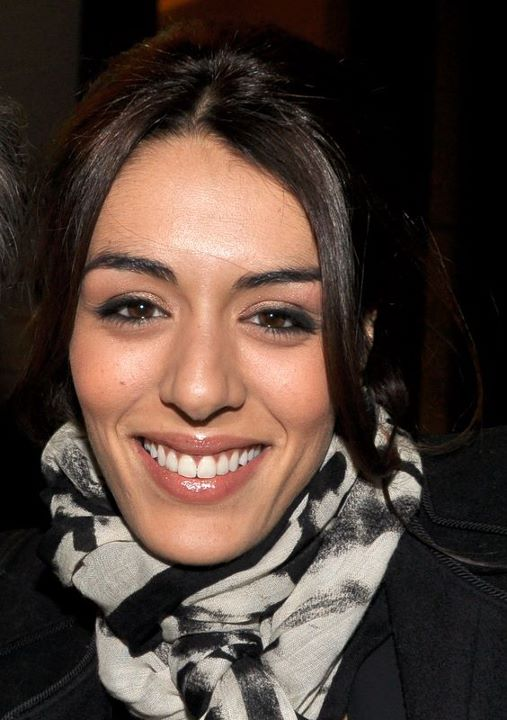
Essaïdi en 2012.

### Álbumes
| Año  | Información                                                                                        | Posición en las listas | Posición en las listas | Posición en las listas |
| Año  | Información                                                                                        | FR                     | SUI                    | BEL                    |
| ---- | -------------------------------------------------------------------------------------------------- | ---------------------- | ---------------------- | ---------------------- |
| 2005 | Mon cabaret - Álbum de estudio - Publicación: 22 de agosto de 2005 - Formato: CD, descarga digital | 41                     | 100                    | 46                     |
| 2008 | Cléopâtre, la dernière reine d'Égypte - Banda sonora - Publicación: 25 de agosto de 2008           | 11                     | 25                     | 32                     |

### Sencillos
| Año  | Título                                          | Posición en las listas | Posición en las listas | Posición en las listas | Álbum                                 |
| Año  | Título                                          | FR                     | SUI                    | BEL                    | Álbum                                 |
| ---- | ----------------------------------------------- | ---------------------- | ---------------------- | ---------------------- | ------------------------------------- |
| 2004 | "Roxanne"                                       | 20                     | 34                     | 13                     | Mon Cabaret                           |
| 2005 | "Mon cabaret"                                   | –                      | –                      | –                      | Mon Cabaret                           |
| 2005 | "Après l'amour" (Sencillo digital)              | –                      | –                      | –                      | Mon Cabaret                           |
| 2008 | "Femme d'aujourd'hui" (Cléopâtre)               | 8                      | 94                     | 27                     | Cléopâtre, la dernière reine d'Égypte |
| 2008 | "Une autre vie" (& Florian Etienne) (Cléopâtre) | –                      | –                      | –                      | Cléopâtre, la dernière reine d'Égypte |
| 2009 | "L'accord" (& Christopher Stills) (Cléopâtre)   | 7                      | –                      | –                      | Cléopâtre, la dernière reine d'Égypte |
| 2009 | "Bien après l'au-delà" (Cléopâtre)              | –                      | –                      | –                      |                                       |

### Como cantante invitada
- 2004 – "Et si tu n'existais pas" (con Toto Cutugno)
- 2007 – "Il n'y a plus d'après" (con Tomuya)
- 2010 – "If"
- 2010 – "La voix de l'enfant" (con Natasha St Pier & Bruno Solo)

## Premios
- 2009 – NRJ Music Awards: Dúo del año
- 2010 – NRJ Music Awards: Artista femenina del año
- 2010 – Les jeunes talents de l'année: Mejor talento joven del año[10]

## Filmografía

### Cine y televisión
| Año       | Título                  | Papel            | Director                        | Notas                              |
| --------- | ----------------------- | ---------------- | ------------------------------- | ---------------------------------- |
| 2005      | Iznogoud                | Belbeth          | Patrick Braoudé                 |                                    |
| 2009–2012 | Aïcha                   | Aïcha            | Yamina Benguigui                | Serie de televisión (4 episodios)  |
| 2012      | La clinique de l'amour! | Jennifer Gomez   | Artus de Penguern, Gábor Rassov |                                    |
| 2014      | Mea Culpa               | Myriam           | Fred Cavayé                     |                                    |
| 2015      | Up & Down               | Leïla            | Ernesto Oña                     | Telefilme                          |
| 2017      | Asesinato en...         | Aurélie Lefaivre | Thierry Binisti                 | Telefilme                          |
| 2017      | Dans l'ombre du tueur   | Leila Baktiar    | Eric Valette                    | Serie de televisión (10 episodios) |

### Teatro
| Año       | Título                                | Papel       | Sede                             | Notas                                |
| --------- | ------------------------------------- | ----------- | -------------------------------- | ------------------------------------ |
| 2009-2010 | Cléopâtre, la dernière reine d'Égypte | Cleopatra   | Palacio de los Deportes de París |                                      |
| 2009      | Cléopâtre, la dernière reine d'Égypte | Cleopatra   |                                  | Gira Nacional / Bélgica / Suiza      |
| 2018      | Chicago                               | Velma Kelly | Théâtre Mogador                  | Primera producción en idioma francés |